# Joseph Epes Brown
Joseph Epes Brown (* 9. September 1920 in Ridgefield, Connecticut; † 19. September 2000 in Stevensville, Montana) war ein US-amerikanischer Anthropologe, Lehrer, Religionswissenschaftler und Schriftsteller. Bekannt wurde er mit seinem Werk „Die heilige Pfeife“, in dem er zusammenfasste, was ihm der Medizinmann der Oglala-Lakota Indianer Black Elk erzählte, kurz bevor dieser starb. Er selbst nannte es: Das indianische Weisheitsbuch der sieben geheimen Riten.

## Leben
Brown besuchte zunächst die Bowden und Haverford Colleges und studierte danach an der Stanford-Universität, wo er einen Master Degree in Anthropologie erwarb. Danach arbeitete er als Lehrer und Dozent. Später wandte er sich wieder weiteren Studien zu und erwarb 1970 einen Doktor in Anthropologie und Religionsgeschichte an der Universität Stockholm. Bis zu seinem Tod litt er lange an der Alzheimer-Krankheit.
Brown bereiste während der Zeit des Zweiten Weltkrieges und danach die Reservationen der Sioux und anderer Stämme im amerikanischen Westen. Einige Jahre lehrte und unterrichtete er in Sedona, Arizona. Auch forschte und studierte er längere Zeit in Marokko und erhielt eine Lehrbefugnis an der Indiana University, wo er das erste Seminar für Religionsgeschichte der amerikanischen Ureinwohner etablierte.

## Werke
- The Sacred Pipe: Black Elk's Account of the Seven Rites of the Oglala Sioux, 1953. (dt. Die heilige Pfeife. Das indianische Weisheitsbuch). Gondrom Verlag GmbH & Co.KG, Bindlach 1994. ISBN 3-8112-1106-4
- The Spirit Legacy of the American Indian, 1984.
- Animals of the Soul: Sacred Animals of the Oglala Sioux, 1997.
- Teaching Spirits: Understanding Native American Religious Traditions, Oxford University Press 2001.